# Scipione del Ferro
Scipione del Ferro (n. 6 februarie 1465, Bologna – d. 5 noiembrie 1526) a fost un matematician italian, cunoscut pentru faptul că a fost primul care a găsit o  metodă de rezolvare a ecuațiilor cubice.
A mai tratat subiectul referitor la raționalizarea fracțiilor cu numitor format din sume de rădăcini cubice.
De asemenea, a mai studiat probleme de geometrie cu construcții cu compasul având un unghi fixat.
Formula de rezolvare a ecuațiilor cubice a lăsat-o ca moștenite ginerelui său, fiind păstrată ca secret.
Formula a fost regăsită de Niccolò Tartaglia și publicată de Girolamo Cardano, căruia îi poartă numele.
Ferro nu a publicat nimic despre descoperirile sale, dar a fost citat postum de către Cardano.
O perioadă a fost profesor de matematică la Universitatea din Bologna, care pe atunci era cea mai veche și mai celebră din apusul Europei, apoi s-a stabilit la Veneția.